# Tephritis trypaneina
Tephritis trypaneina är en tvåvingeart som beskrevs av Erich Martin Hering 1953. Tephritis trypaneina ingår i släktet Tephritis och familjen borrflugor. Inga underarter finns listade i Catalogue of Life.